# Уингти, Паяс
Паяс Уингти (англ. Paias Wingti, род. 2 февраля 1951 года) — политический деятель Папуа — Новой Гвинеи. Дважды премьер-министр страны.

## Биография
Родился 2 февраля 1951 года, недалеко от города Маунт-Хаген в провинции Уэстерн-Хайлендс. Является выходцем из малообеспеченной семьи одного из младших вождей племени джика. Имеет 14 сестёр и братьев.
Для получения высшего образования поступил в Университет Папуа — Новой Гвинеи по специальности «экономист». Однако на последнем году обучения, в 1977 году, принял участие в парламентских выборах, на которых одержал победу. После этого он ушёл из университета и стал членом Партии Пангу. В 1978 году назначен министром транспорта и гражданской авиации, в 1980 году — министром образования, национального планирования и развития, а в 1982 году — заместителем премьер-министра Майкла Сомаре.
В 1985 году в связи с серьёзными разногласиями в партии и правительстве по финансово-экономической политике вышел из партии и основал Народное демократическое движение. 21 ноября того же года, после вынесения вотума недоверия правительству Сомаре, стал новым премьер-министром страны, самым молодым в Содружестве наций, и сформировал пятипартийный коалиционный кабинет. Его заместителем стал Джулиус Чан, также впоследствии занявший пост премьер-министра.
После победы на парламентских выборах 1987 года продолжил оставаться на посту премьер-министра. Объявил о более независимой внешней политике, преследовавшей целью расширение сотрудничества с СССР, США, Японией и Китаем. В 1988 году его правительству после неудачной попытки создания коалиции с Партией Пангу был вынесен вотум недоверия, в результате он был вынужден уступить своё место Рабби Намалиу.
В 1992 году вновь стал премьер-министром. Его второй премьерский срок был отмечен эскалацией конфликта на острове Бугенвиль. В 1994 году он был смещён с должности Джулиусом Чаном.
Продолжил оставаться членом парламента, представляя интересы провинции Уэстерн-Хайлендс. В 1995 году занял пост губернатора этой провинции, оставаясь им до 1997 года, когда проиграл на выборах Роберту Лаку. В 2002 году вернулся в парламент, нанеся поражению Лаку и вернувшись на пост губернатора. В 2007 году стал лидером Народного демократического движения. На выборах того же года проиграл студенческому активисту Тому Олга, потеряв как место в парламенте, так и пост губернатора провинции Уэстерн-Хайлендс.. На всеобщих выборах 2012 года вновь выдвинул свою кандидатуру и одержал победу над Т. Олгой и снова стал губернатором. Поддерживал правительство П. О’Нила. На всеобщих выборах 2017 года был переизбран.